# Fennimore and Gerda
Fennimore and Gerda er en opera i "11 billeder" af den engelske komponist Frederick Delius. Librettoen er skrevet af komponisten selv og baseret på romanen Niels Lyhne af J. P. Jacobsen. Delius begyndte at skrive denne sidste opera i 1908, men premieren (som skulle finde sted i Köln) blev forsinket af Første Verdenskrig. Efter krigen fandt uropførelsen sted på Opernhaus i Frankfurt den 21. oktober 1919. 

## Roller
| Rolle       | Stemmetype  | Originalbesætning, 21. oktober 1919 (Dirigent: Gustav Brecher) |
| ----------- | ----------- | -------------------------------------------------------------- |
| Niels Lyhne | Baryton     | Robert von Scheidt                                             |
| Erik        | Tenor       | Erik Wirl                                                      |
| Fennimore   | Mezzosopran | Emma Holt                                                      |
| Gerda       | Sopran      | Elisabeth Kandt                                                |
| Konsul      | Bas         | Walter Schneider                                               |

## Synopsis
To venner, forfatteren Niels Lyhne og maleren Erik Refstrup, er forelskede i Niels' kusine Fennimore. Hun vælger Erik, men ægteskabet begynder at gå i stykker som følge af kunstnerens druk, og Fennimore indleder en affære med Niels. Erik dræbes i en ulykke, og overvældet af skyldfølelse afbryder Fennimore affæren. Den afviste Niels bruger år på rejser, inden han slår sig ned og gifter sig med sin nabos datter, Gerda. 

## Diskografi
- Fennimore and Gerda, Elisabeth Söderström, Brian Rayner Cook, Robert Tear, Birger Brandt, Det danske radiosymfoniorkester og radiokor, dirigeret af Meredith Davies (HMV, 1976; genudgivet på EMI CD, 1997)
- Fennimore and Gerda, Randi Stone, Judith Howarth, Mark Tucker, Peter Coleman-Wright, Det danske radiosymfoniorkester og radiokor, dirigeret af Richard Hickox (Chandos, 1999)